# About
About – trzeci album studyjny polskiej grupy instrumentalnej Light Coorporation, wydany w 2013 roku.

## Powstanie
Materiał zamieszczony na about został zarejestrowany w 2013 roku w Porażynie, w prowadzonym przez Szymona Swobodę studio Vintage Records. Kilka kompozycji, jak dedykowany pamięci brytyjskiego muzyka Hugh Hoppera utwór Tribute to Hugh Hopper, zostało zarejestrowanych w tym samym studio już w 2010 roku, kiedy powstawała pierwsza płyta zespołu, Rare Dialect.
W celu uzyskania brzmienia, jakie cechowało longplaye z lat 60. i 70. XX wieku, w studio wykorzystano w pełni analogowy sprzęt, na który złożyły się m.in. stare preampy, kompresory, wzmacniacze lampowe i mikrofony.
Produkcją materiału zajął się Mariusz Sobański, miksowaniem i masteringiem – Szymon Swoboda.

## Oprawa graficzna
Oprawę graficzną zaprojektował stale współpracujący z zespołem artysta Tom Lietzau, który wykoncypował, by na pokrytych głęboką czernią stronach książeczki oraz na utrzymanym w tym samym kolorze dysku z łatwością pozostawały odbitki linii papilarnych. Chodziło o to, aby każdy nabywca płyty miał poczucie, iż posiada jej własny, unikalny egzemplarz. Na czarno-szarej, zdominowanej przez oślepiający rozbłysk okładce wydawnictwa znalazły się odbitki palców muzyków Light Coorporation.

## Realizacja
Album ukazał się 30 maja 2013 roku. Jego wydawcą była, podobnie jak obu poprzednich płyt studyjnych zespołu, prestiżowa wytwórnia RēR Megacorp z Londynu. Dystrybucją ponownie zajęła się polska niezależna firma dystrybucyjna i wydawnicza "ARS"2 Henryka Palczewskiego.
Płytę promował zaprezentowany kilka tygodni wcześniej trailer, a także utwory:  Tribute to Hugh Hopper, On the Earth Edge, Dancing in the Sun Eclipse.

## Recepcja
Album zebrał pozytywne recenzje na całym świecie, zwykle otrzymując od recenzentów bardzo wysokie noty, w tym maksymalne ze strony ArtRock.pl i Laboratorium Muzycznych Fuzji. Krytycy zwracali uwagę m.in. na ujmujące brzmienie analogowe płyty oraz frapujące i niekonwencjonalne kompozycje, które ich zdaniem, nie zatracając silnych związków z awangardą rockową, na about nabrały bardziej jazzowego charakteru, niż na dwóch poprzednich albumach grupy, co przypisywano dużej i wykorzystującej dosyć zróżnicowane instrumentarium sekcji dętej (saksofon tenorowy i barytonowy, trąbka, flet), jak również odpowiedniemu zaaranżowaniu utworów. Jednocześnie podkreślali, że muzyka zespołu ponownie uległa przemianie i mimo odwołania się do rozmaitych gatunków i nurtów muzycznych (jazz, jazz-rock, rock progresywny, rock psychodeliczny, tzw. Scena Canterbury, ruch Rock in Opposition i in.) odznaczała się znaczną inwencyjnością i oryginalnością.
Reasumując swój tekst, Krzysztof Niweliński z ArtRock.pl napisał, że "trwające niewiele ponad trzy kwadranse about gwarantuje skłonnemu do podejmowania muzycznych wyzwań słuchaczowi istną ucztę i przygodę muzyczną, mniej stonowaną i zachowawczą, a bardziej nieprzewidywalną, śmiałą i oryginalną aniżeli udane Rare Dialect, mniej introwertyczną i nieprzeniknioną, bardziej zaś konkretną i zwartą niźli wspaniałe przecież Aliens from Planet Earth".
Konrad Beniamin Puławski w recenzji zamieszczonej na stronie Laboratorium Muzycznych Fuzji zapisał, iż trzeci album Light Coorporation "rozbrzmiewa zupełnie jak z innej epoki" i uznał, że  "to stricte ekstrawertyczna wersja muzyki, jaką chcą nam przekazać muzycy i jej główny prowodyr – M. Sobański", którzy "na przekór potrzebie finezyjnej, jazzowej wirtuozerii postawili na bilans pozytywnie archaicznego brzmienia, pełniącego rolę fundamentu pod niepowtarzalność i oryginalność kompozycji w duchu retrospekcji polifonii dawnych inspiracji".
Andrzej Janda, współpracownik magazynu "Lizard", napisał, że na about posłyszeć można "ukłony w stronę King Crimson, Henry Cow czy Miriodor", "wysmakowane aranżacje" i "piękne tematy", co powoduje, iż jest to "doskonały, wręcz porywający album".
Robert „Morfina” Węgrzyn z Małego Leksykonu Wielkich Zespołów stwierdził, że "materiał zamieszczony na about mocno nasycony jest jazzem, jakimś duchem bliżej niesprecyzowanych artrockowych klimatów, mocno zakręcony, trudny do zdefiniowania, a tym samym oryginalny", dodając: "nie widzę i nie czuję banalnej sielanki, tylko kawał oryginalności otulonej emocjami".
Natomiast Adam Baruch z Jazzis Records napisał w swojej recenzji, która z oceną 4 na 5 możliwych do zdobycia punktów została opublikowana także na stronie Polish-Jazz, że twórczość Light Coorporation "to ten rodzaj muzyki, który podtrzymuje moją wiarę w estetykę, inteligencję i kreatywność w świecie zalewanym przez płytkość, banalność i brak wartości", swój tekst zaś zakończył stwierdzeniem, że materiał zawarty na trzeciej płycie ansamblu "to po prostu wspaniała muzyka".

## Lista utworów
Opracowano na podstawie materiału źródłowego.
| Nr  | Tytuł utworu                                 | Muzyka           | Długość |
| --- | -------------------------------------------- | ---------------- | ------- |
| 1.  | „Fiction Transferred into Reality”           | Mariusz Sobański | 7:21    |
| 2.  | „Le Voyage au coeur de reves”                | Mariusz Sobański | 5:15    |
| 3.  | „Man on the Earth Edge”                      | Mariusz Sobański | 0:48    |
| 4.  | „Dancing in the Sun Eclipse”                 | Mariusz Sobański | 5:38    |
| 5.  | „Test of Personality”                        | Mariusz Sobański | 4:56    |
| 6.  | „On the Earth Edge”                          | Mariusz Sobański | 4:47    |
| 7.  | „Talking (Fiction Transferred into Reality)” | Mariusz Sobański | 1:29    |
| 8.  | „Tribute to Hugh Hopper”                     | Mariusz Sobański | 5:04    |
| 9.  | „The Islander”                               | Mariusz Sobański | 8:51    |
| 10. | „It”                                         | Mariusz Sobański | 2:31    |
|     |                                              |                  | 46:40   |

## Twórcy
Opracowano na podstawie materiału źródłowego.
Muzycy:
- Mariusz Sobański – gitary, Fender Rhodes
- Paweł Rogoża – saksofon tenorowy
- Michał Pijewski – saksofon tenorowy
- Daniel Pabierowski – saksofon tenorowy
- Michał Fetler – saksofon barytonowy
- Jakub Jankowiak – trąbka
- Barbara Kucharska – flet
- Robert Bielak – skrzypce
- Piotr Oses – kontrabas
- Marcin Szczęsny – syntezatory, Fender Rhodes
- Tomasz Struk – gitara basowa bezprogowa
- Miłosz Krauz – perkusja

Produkcja:
- Mariusz Sobański – produkcja, aranżacja
- Szymon Swoboda – miksowanie, mastering
- Tom Lietzau – okładka, oprawa graficzna

## Sprzęt
Opracowano na podstawie materiału źródłowego.
Konsoleta: Soundcraft Spirit 600 i AMEK Hendrix.
Magnetofon: Studer A807.
Taśma: BASF 911.
Preampy: kompresor/limiter UREI 1176LN; Siemens V72.
Gitara:
- Music Man Luke.
- Stratocaster.
- Suhr Badger 50W Head + Custom Audio Amplifiers 2x12.
- Line 6 Flextone III XL, 2x12, używany do czystych brzmień.
- Digitech Whammy II (pierwsza czarna seria).
- Neumann Gefell M582 z kapsułą M62.
- Shure SM57 – w konfiguracji z Siemensem.

Instrumenty klawiszowe:
- Rhodes Piano Seventy Three MK I oraz głośnik Leslie.
- Roland Space Echo.
- Syntezator Roland JUNO-105.

Instrumenty dęte:
- RØDE NT-2A – saksofony tenorowe.
- RØDE NT-2A – saksofon barytonowy.
- RØDE NT-2A – trąbka.
- RØDE NT-2A – flet.

Kontrabas:
- RØDE NT-2A.

Gitara basowa:
- Nexus Fretless.
- Music Man Stingray 5.
- Head SWR SM 500.
- David Eden 410 XLT.
- AKG D12.
- AKG D20.

Perkusja:
- Shure SM 59 – werble.
- Shure SM 57 – werble.
- Sennheiser MD 441 – hi-hat.
- AKG D12 oraz AKG D20 – stopa.
- Shure 55SH – dodatkowo brzmienie centralki.
- Sennheiser MD 421 – tom 10”.
- Sennheiser MD 421 MKII – tom 14”.
- RØDE NT-2A – ambient perkusji.
- SE4400A – overheady.

Sprzęt użyty do masteringu i miksów płyty: 
Miks:
- Mikser: AMEK Hendrix.
- Korektory: Pultec.
- Kompresor: UREI 1176LN; Radioman Compressor/Limiter.
- Equalizer: Arsenal Audio R24.

Mastering:
- Universal Audio Precision Equalizer.
- Equalizer: CharterOak PEQ1.
- Kompresor: Charter Oak SCL-1 Discrete Compressor Limiter.
- Monitory: Dynaudio Craft.